# Resolution 1728 des UN-Sicherheitsrates
Die Resolution 1728 des UN-Sicherheitsrates ist eine Resolution zu Zypern, die der Sicherheitsrat der Vereinten Nationen am 15. Dezember 2006 auf seiner 5593. Sitzung einstimmig angenommen hat.
Mit der Resolution verlängerte der Sicherheitsrat das Mandat von United Nations Peacekeeping Force in Cyprus (UNFICYP) bis zum 15. Juni 2007. UNFICYP ist die drittälteste aktive Friedensmission der Vereinten Nationen und beobachtet den Friedensprozess zwischen der griechisch-zyprischen und der türkisch-zyprischen Seite.
Mit der Resolution begrüßte der Sicherheitsrat den Bericht des UN-Generalsekretärs vom 1. Dezember über die Arbeit von UNFICYP (Dokument S/2006/931) und stellte fest, dass die zyprische Regierung der Verlängerung des UNFICYP-Mandates über den 15. Dezember 2006 hinaus zugestimmt hat.
Der Sicherheitsrat nahm auch zur Kenntnis, dass die Situation an der Grünen Linie ruhig blieb und die allgemeine Lage weiterhin stabil ist, und begrüßte, dass die Zahl der Zwischenfälle rückläufig ist.
Die Resolution forderte beide Seiten auf, sich solcher Maßnahmen zu enthalten, die zu einer Erhöhung der Spannungen führen können und nennt ausdrücklich militärische Übungen. In diesem Zusammenhang drückte der Sicherheitsrat seine Besorgnis über wachsende Meinungsverschiedenheiten hinsichtlich ziviler Aktivitäten einschließlich der Landwirtschaft in der Pufferzone und ermutigte beide Seiten, das unter Respektierung des Mandats von UNFICYP Verhandlungen über die Markierung der Zone aufzunehmen und eine Vereinbarung über die Operationen von UNFICYP in der Zone aufgrund des Hilfsmemorandums von 1989 abzuschließen.
Das Gremium drückte seine Zufriedenheit mit den Leistungen von Untergeneralsekretär Ibrahim Gambari bei der Erreichung des Abkommens vom 8. Juli 2006 und mit den Eckpunkten dieses Abkommens aus. Mit dem Abkommen war Einigkeit darüber erreicht worden, dass der gegenwärtige status quo dauerhaft nicht akzeptabel ist und dass eine umfassende Lösung – entsprechend den früheren UN-Resolutionen – durch eine Föderation von zwei Gebieten mit gleichberechtigter politischer Vertretung gewünscht, möglich und deswegen nicht weiter verzögert werden soll. Gleichzeitig war der Rat enttäuscht, dass der Generalsekretär in seinem Bericht festgestellt hatte, fehlendes Vertrauen zwischen beiden Seiten hätten die Umsetzung des Abkommens verzögert.
Der Sicherheitsrat begrüßte die Fortschritte bei der Entschärfung und Entfernung von Landminen und unterstützt die Bemühungen von UNFICYP, diese Operation auch auf die Minenfelder auszuweiten, die von den türkischen Streitkräften  angelegt worden waren und ist erfreut über die Aussicht, die Pufferzone binnen zweier Jahre für minenfrei zu erklären.
Der Rat bekräftigte seine Haltung dazu, dass das Problem der vermissten Personen ernsthaft und vordringlich angegangen werden müsse, begrüßte die Wiederaufnahme der Aktivitäten des Komitees über vermisste Personen und den Fortschritt, der dabei seit August 2004 gemacht wurde, sowie den Benennung eines dritten Mitgliedes durch den Generalsekretär.
In der Resolution werden auch die friedvollen Besuche griechischer Zyprioten im Norden und türkischer Zyprioten im Süden begrüßt und die Eröffnung weiterer Übergangsstellen angeregt, einschließlich der Ledrastraße.
Allerdings bedauerte der Sicherheitsrat in der Resolution, dass die bilateralen Zusammentreffen weniger wurden und damit die Möglichkeiten geschmälert wurden, die Aussöhnung und den Aufbau von Vertrauens zwischen beiden Seiten voranzutreiben.
Der Sicherheitsrat bestätigte die Wichtigkeit einer weiteren genauen Beobachtung der Mission und dabei auch der Entwicklungen vor Ort und in der Meinung der Beteiligten, um rechtzeitig das Mandat von UNFICYP anpassen zu können.
Das Gremium dankte den Regierungen Griechenlands und Zyperns für ihre freiwilligen Beiträge zu Finanzierung von UNFICYP und forderte andere Staaten und Organisationen auf, ebenfalls freiwillige Beiträge zu leisten.
Mit der Resolution berief sich der Sicherheitsrat auf alle früheren relevanten Resolutionen, insbesondere auf die Resolution 1251 des UN-Sicherheitsrates vom 29. Juni 1999 und die darauf aufbauenden Entschließungen, rief die Zyperntürken und die türkische Armee dazu auf, in Strovilia den militärischen status quo von vor dem 30. Juni 2000 wiederherzustellen und verlangt vom Generalsekretär, vor dem Auslaufen des neuen Mandates am 30. Juni 2007 dem Sicherheitsrat über die Umsetzung der Resolution zu berichten.